# Чуже життя (телесеріал)
«Чуже життя» (рос. «Чужая жизнь») — російськомовний серіал 2019 року знятий в Україні. Телесеріал створено продакшн-компанією «Star Media» на замовлення ТРК «Україна». Режисером виступив Андрій Йосифов.
Прем'єра телесеріалу в Україні відбулася 9 травня 2019 року (протягом дня) на телеканалі ТРК Україна. Прем'єра в Росії відбулася в серпні 2020 року.

## Синопсис
Долі чотирьох радянських людей Віктора, Сергія, Поліни та Люби переплелись протягом найважчих років сталінського періоду історії: Друга світова війна, післявоєнна відбудова, репресії… Чоловіки (вихованець дитбудинку, син директора великого заводу), як і мільйони інших воювали на фронтах, були репресовані. Але після війни приховують справжнє ім'я через концтабірне минуле чи брехати про будні війни, хоча зробили геройський вчинок. Також і жінки, продавчиня та акторка, приховують своє минуле кохання, аби знайти собі місце в сьогоденні.

## У ролях
У ролях:
- Сергій Стрельников — Віктор, син директора великого заводу (головна роль)
- Олеся Фаттахова — Люба, акторка (головна роль)
- Ілля Малаков — Сергій, вихованець дитбудинку (головна роль)
- Катерина Астахова — Поліна, продавчиня (головна роль)
- Дмитро Сова — Ігор Харламов
- Дмитро Саранськов — Іван Стюфляєв
- Юрій Шликов
- Світлана Зельбет — Демьяненко
- Олег Фомін
- Ганна Васильєва — Ігнатова
- Олександра Польгуй — Лариса
- Людмила Загорська — Галина
- Оксана Жданова — Катя Лукіна
- Дарія Ленда — Юля
- Володимир Машук — Ваня
- Ігор Петрусенко — Кухарьков, старшина
- Єва Маріела Кривцова — Оля (7 років)
- Володимир Гончаров — черговий СІЗО
- Олексій Комаровський — Вальтер Клеє, німецький офіцер
- Максим Боряк — Антошка
- Єгор Козлов — Антон, син Сергія
- Наталія Бабенко — епізод
- Роман Вискребенцев — Петро, інженер
- Марина Кукліна — Вірочка
- Єва Шевченко-Головко — Соня
- Ігор Лисюк — особист
- Мартін Дмитрієнко — Антошка (1 рік)
- Олександр Янкевич — студент
- Маргарита Лапіна — Ліза Стюфляєва
- Олександр Бегма — кочегар
- Алла Бінеєва — Тетяна
- Сергій Радченко — епізодична роль
- Анастасія Ровінська — епізодична роль

## Виробництво
Фільмування тривали близько півроку в Києві, Київській і Чернігівській та Сумской 
областях і тривали близько півроку.
|  | «Ми звели досить великі і складні декорації – це шість житлових квартир, не однокімнатних, прошу зауважити, плюс військкомат, – розповіла художник-постановник Лариса Жилко. – Зрозуміло, щоб обставити всю цю площу, необхідна величезна кількість меблів того часу та реквізиту, який буде підкреслювати і відтіняти характери наших героїв». |